# Elaphria subusta
Elaphria subusta là một loài bướm đêm trong họ Noctuidae.